# Лео Леруа
Лео Леруа (фр. Léo Leroy, нар. 14 лютого 2000, Марсель) — французький футболіст, півзахисник швейцарського клубу «Базель» та юнацької збірної Франції.
Виступав також за клуб «Монпельє».
Чемпіон Швейцарії. Володар Кубка Швейцарії.

## Клубна кар'єра
Народився 14 лютого 2000 року в місті Марсель. Вихованець юнацьких команд футбольних клубів «Ренн» та «Шатору».
У дорослому футболі дебютував 2019 року виступами за команду «Шатору», в якій провів два сезони, взявши участь у 55 матчах чемпіонату.
Протягом 2021—2022 років захищав кольори клубу «Монпельє-2».
Своєю грою за останню команду привернув увагу представників тренерського штабу клубу «Монпельє», до складу якого приєднався 2021 року. Відіграв за команду з Монпельє наступні три сезони своєї ігрової кар'єри. Більшість часу, проведеного у складі «Монпельє», був основним гравцем команди.
До складу клубу «Базель» приєднався 2024 року. Станом на 25 липня 2024 року відіграв за команду з Базеля 37 матчів в національному чемпіонаті.

## Виступи за збірну
У 2019 році дебютував у складі юнацької збірної Франції (U-19), загалом на юнацькому рівні взяв участь у 2 іграх.

## Титули і досягнення
- Чемпіон Швейцарії (1):

«Базель»: 2024–2025
- Володар Кубка Швейцарії (1):

«Базель»: 2024–2025